# Komárom-Esztergom vármegyei labdarúgó-bajnokság (másodosztály)
A Komárom-Esztergom vármegyei másodosztály a megyében zajló bajnokságok másodosztálya, országos szinten ötöd osztálynak felel meg. A bajnokságot a megyei szövetség írja ki. A bajnok az vármegyei első osztályban folytathatja. 

## Csapatok 2022/23
A 2022/23-as szezonban az alábbi csapatok szerepelnek:
| Csapat              | Település       |
| ------------------- | --------------- |
| Lábatlani ESE       | Lábatlan        |
| Mocsa KSE           | Mocsa           |
| Tokod SE            | Tokod           |
| Csolnoki SZSE       | Csolnok         |
| Zsámbéki SK II.     | Zsámbék         |
| Gyermely            | Gyermely        |
| Piliscsévi SE       | Piliscsév       |
| Kisbéri SSE         | Kisbér          |
| Nagyigmándi KSK     | Nagyigmánd      |
| Baj KSE             | Baj             |
| Ászár KSE           | Ászár           |
| Dunaszentmiklósi SE | Dunaszentmiklós |
| Ács Kinizsi SC      | Ács             |
| Császár ETE         | Császár         |